# Шастово (Псковська область)
Шастово (рос. Шастово) — присілок в Новоржевському районі Псковської області Російської Федерації.
Населення становить 26 осіб. Входить до складу муніципального утворення Вехнянська волость.

## Історія
Від 2015 року входить до складу муніципального утворення Вехнянська волость.

## Населення
| 2001 | 2002 | 2010 |
| ---- | ---- | ---- |
| 44   | ↘36  | ↘26  |